# Hipoepa biasalis
Hipoepa biasalis là một loài bướm đêm trong họ Noctuidae.